# Offene Türen
Offene Türen (Originaltitel: Porte aperte) ist ein Drama des Regisseurs Gianni Amelio aus dem Jahr 1990. Der Film entstand nach dem gleichnamigen Roman von Leonardo Sciascia. Erstmals gezeigt wurde er bei der Quinzaine des Réalisateurs während der 43. Filmfestspiele von Cannes.

## Handlung
1936, Palermo: Der ehemalige Justizbeamte Tommaso Scalia tötet kaltblütig den ehemaligen Topanwalt Spatafora, der für seine Entlassung verantwortlich war und den Kollegen, der als Mitglied einer faschistischen Organisation seine Stelle eingenommen hat; schließlich seine Frau, nachdem er sie vergewaltigt hat. Danach stellt er sich der Polizei. Die Bevölkerung fordert den Kopf von Scalia, die Mussolini-Justiz ist auch bemüht, dem nachzukommen. Nur das Jurymitglied Vito Di Francesco, ein Gegner der Todesstrafe, versucht, den Hintergründen der Tat durch subtile Befragung der Zeugen auf die Spur zu kommen. So gerät er im Laufe des Prozesses nicht nur mit dem Staatsanwalt und dem Gerichtspräsidenten aneinander, die den Staatsgesetzen nachkommen möchten – der Bürger soll bei offenen Türen schlafen können und daher das Recht mit unmenschlicher Härte durchgesetzt werden –, sondern sieht sich auch Anfeindungen seitens des Beklagten ausgesetzt.
Einzig der Grundbesitzer Consolo, ein bescheidener Mann voll gesunden Menschenverstandes, der als Geschworener fungiert, sieht das Vorgehen Di Francescos positiv. Es gelingt schließlich, Scalia nur zu einer Freiheitsstrafe zu verurteilen. Gleich danach wird Di Francesco an ein entlegenes Amtsgericht versetzt, wo seine Idee, die Justiz lasse sich von Gerechtigkeitsgedanken leiten und nicht von politischen Vorhaben, kein Aufsehen erregen kann.

## Kritik
„Der sehr ruhige Film hinterfragt auf subtile Weise die Begriffe Motiv, Rache und Gerechtigkeit.“

 Das Lexikon des internationalen Films stellt sie schauspielerischen Leistungen als überzeugend heraus. Die italienische Kritik feierte die „hochinteressante Analyse“ als „intensiv und bedeutend“ und den besten Gerichtsfilm Italiens.

## Auszeichnungen
- Europäische Filmpreise – Bester Film, Beste Kamera, Beste Neuentdeckung (Ennio Fantastichini), Sonderpreis der Jury (Gian Maria Volonté)
- Oscar-Nominierung – Bester ausländischer Film
- David di Donatello – Bester Film, Bester Schauspieler (Volonté), Bestes Kostümdesign, Bester Ton
- Nastro d’Argento – Beste Regie, Bester Nebendarsteller (Ennio Fantastichini)

und weitere fünf Preise.